# Сморчковые
Сморчко́вые, или Морше́лловые (лат. Morchellaceae) — семейство аскомицетовых грибов порядка Пецицевые. Появляются обычно ранней весной, в лесах, садах и парках.

## Описание
К этому семейству относятся пецицевые грибы с крупными, хрупкими, маломясистыми плодовыми телами (апотециями), часто — имеющими вид шляпки на ножке. Шляпка часто имеет коническую форму; её поверхность, выстланная спороносным слоем, губчатая, ячеистая, морщинистая или волнистая. Края шляпки могут прирастать краями к ножке, как у сморчков, или быть свободными, как у шапочек. Окраска сморчковых грибов преимущественно коричневая; каротиноиды у них отсутствуют. Аскоспоры гладкие, эллиптические, неокрашенные. Число ядер в зрелых спорах зачастую очень велико (20—60), что служит определяющим признаком семейства.

## Систематика
Среди грибов семейства наиболее известны представители рода сморчков (Morchella), большинство которых съедобны, а также шапочек (Verpa).
Исследование рибосомной РНК пецицевых, проведенное в 1997 г., подтвердило традиционное представление, что рода Morchella, Verpa и Disciotis тесно связаны.